# MIACAH F1 (mine)
La MIACAH F1 (Mine antichar à action horizontale F1, L14A1 dans les forces armées britanniques, est une mine terrestre antichar hors route française.

## Caractéristiques
Il utilise une grande ogive à charge génératrice de noyau pour projeter un puissant fragment autoforgé à une vitesse voisine de 2 000 m par seconde, perfore 70 mm de blindage sur un diamètre de 10 cm, à une distance maximale de 80 m. 40 m étant la portée optimale, mais pas à moins de 2 m.
La mine se compose d'un corps principal cylindrique horizontal avec une grande plaque encastrée à l'avant. Le détonateur dépasse du centre de la plaque avant. Le corps principal est soutenu par deux bras qui sont attachés à une base circulaire avec trois piquets. La mine peut être déclenchée par un fil de surveillance de 50 mètres, une commande ou déclenchée électroniquement par un capteur externe.

## Historique
Elle a été produite par le Groupement industriel des armements terrestres (GIAT) — aujourd'hui Nexter — dans les années 1970 et 1980.
Elle a été retirée du service des forces armées françaises en 2001. Dans les forces britanniques, en 1997, on dénombrait 4 870 mines en stock ; conformément a la convention sur l'interdiction des mines antipersonnel, ce nombre avait été réduit à zéro en 1999. La mine a été signalée en Irak.
Une version améliorée, la F2, a été fabriquée en 1996 et utilisée par les forces françaises jusqu’à son retrait en 2004 en raison de la corrosion.
Elle sert jusqu'en 2016 minimum pour la formation dans les unités du génie militaire français. 